# Oeneis magna
Oeneis magna är en fjärilsart som beskrevs av Ludwig Carl Friedrich Graeser 1888. Oeneis magna ingår i släktet Oeneis och familjen praktfjärilar. Inga underarter finns listade i Catalogue of Life.